# Pharaoh
Pharaoh este un joc video pentru calculator în care jucătorul construiește un oraș și a cărui acțiune se desfășoară în Egiptul Antic. Creat de Impressions Games și publicat de către Sierra Entertainment, jocul presupune construirea, conducerea și gospodărirea unui oraș.
Pharaoh a fost lansat pe 31 octombrie 1999, iar un an mai târziu a fost lansat un pachet de extensie intitulat Cleopatra: Queen of the Nile. Ambele jocuri pot fi achiziționate împreună, sub denumirea Pharaoh and Cleopatra.

Pharaoh - Cleopatra

## Descrierea jocului
Pharaoh se bazează pe aceeași strategie de joc precum Caesar III (și el lansat tot de cei de la Sierra Entertainment) însă are numeroase îmbunătățiri.
Toate obiectivele din scenariu trebuiesc îndeplinite înainte să se poată trece la următoarea campanie. Fiecare misiune impune 5 sarcini orașului, fiecare dintre acestea putând fi vizualizate pe o scală. Cu cât nivelul de dificultate al jocului este mai crescut, cu atât scala va indica o țintă tot mai înaltă de atins.
Sunt 5 scale de evaluare: Population Rating (Scala Populației) – reprezentând numărul populației orașului, Culture Rating (Scala Culturii) – reprezentând accesul populației la serviciile din oraș, Monument Rating (Scala Monumentelor) – reprezintă nivelul la care se află orașul cu construcția monumentelor solicitate, Prosperity Rating (Scala Prosperității) – indică starea financiară a orașului și Kingdom Rating (Scala Imperiului) – reprezintă relațiile cu Faraonul și celelalte orașe din Imperiu. 